# Rousínov
Rousínov (in tedesco Neuraussnitz) è una città della Repubblica Ceca facente parte del distretto di Vyškov, in Moravia Meridionale.